# Z8 GND 5296
المجرة زد 8 جي أن دي 5296 اكتشفت في عام 2013, واعتبرت بعد اكتشافها أبعد مجرة عن مجرة درب التبانة، وتم التأكد بعدها عن طريق التصوير الطيفي. ينظر إلى المجرة كما كانت في فترة من الزمن بعد انقضاء 700 مليون سنة فقط من حدوث الانفجار العظيم، عندما كان عمر الكون حوالي 5% من عمره الذي نعرفه وهو 13.8 مليار سنة" مضت عليه. يبلغ الأنزياح الأحمر لضوء تلك المجرة z= 7.51 . وقد اكتشف بالقرب منها مجرة أخرى تعد ثاني مجرة في بعدها عنا، حيث يصل الانزاح نحو الأحمر لها 7.2 (طبقا لمعلومات عام 2013). المجرة زد 8 جي أن دي 5296  في الإطار الزمني لمشاهدتها كانت تنتج نجوما بمعدل هائل، يعادل نحو 300 من الشموس سنويا. وفقا للنظرية السائدة للكون المتمدد، فإن المجرة يبلغ بعدها الآن حوالي 30 مليار سنة ضوئية (مسافة مسايرة) بعيدا عن الأرض.

## الاكتشاف

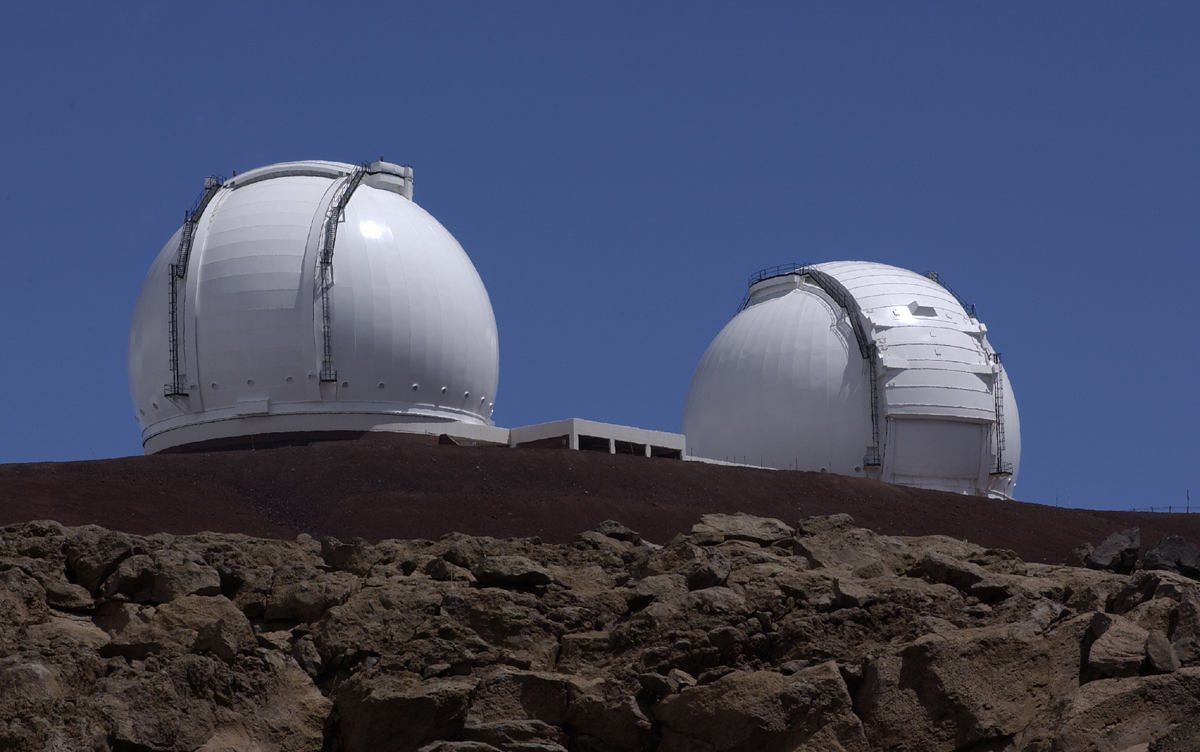
دبليو. إم. مرصد كيك فوق ماونا كيا في هاواي

البحث الذي نشر في 24 أكتوبر 2013 من مجلة الطبيعة من قبل فريق من علماء الفلك من جامعة كاليفورنيا، ريفرسايد بقيادة بهرام مباشر ونافين ريدي بالتعاون مع علماء الفلك في جامعة تكساس في أوستن، تكساس A & M جامعة، والوطنية مراصد الفلك البصري، اكتشفت هذه المجرة الأكثر بعدا باستخدام المسح البصري العميق وتسجيل الأشعة تحت الحمراء. تلك الصور قام بإلتقطها تلسكوب هابل الفضائي. وقد أكد اكتشافهم من قبل مرصد كيك في هاواي. موسفاير (جهاز جديد على تلسكوب كيك حساسة للغاية لـ الأشعة تحت الحمراء)، أثبت دورا فعالا في التوصل إلى تلك الحقائق.
لقياس المجرات في مثل هذه المسافات الكبيرة مع دليل قاطع، استخدم علماء الفلك التصوير الطيفى وظاهرة الانزياح نحو الأحمر. يحدث الانزياح نحو الأحمر كلما يتحرك مصدر الضوء بعيدا عن المراقب. ويحدث الانزياح نحو الأحمر الفلكية بسبب توسع الكون وتمدده المستمر. فكلما زاد بعد المجرة عنا كلما وجدنا ضوئها منزاحا أكثر نحو اللون الأحمر. المجرات القريبة منها يكون انزياحها الأحمر صغيرا (بعدها بضعة ملايين سنة ضوئية). والانزياح نحو الأحمر لوحظ في علم الفلك ويمكن قياس طيف الانبعاث الصادر من ذرات المكونة للنجوم والمجرات. تلك الأطياف نعرفها من تجاربنا المعملية عن المطيافية.